# برنارد شوفالييه
برنارد شوفالييه (بالفرنسية: Bernard Chevalier)‏ هو مجدف فرنسي، ولد في 9 مارس 1959.

## وصلات خارجية
- برنارد شوفالييه على موقع الاتحاد الدولي للتجديف (الإنجليزية)
- برنارد شوفالييه على موقع اللجنة الأولمبية الدولية (الإنجليزية)
- برنارد شوفالييه على موقع أوليمبيديا (الإنجليزية)